# Pegeus
Pegeus (altgriechisch Πηγεύς Pēgeús) ist in der griechischen Mythologie ein Sohn des Flussgottes Inachos und der Nymphe Melia.
Seine Geschwister sind Phoroneus, Io und Mykene.